# Carpa koi
La carpa koi (鯉?) più specificamente nishikigoi (錦鯉?  letteralmente "carpa broccata") o carpa giapponese, è la varietà ornamentale addomesticata della carpa comune (Cyprinus carpio). Sono allevate per scopi decorativi in stagni all'aperto e laghetti da giardino. I colori più comuni comprendono il bianco, il nero, il rosso, il giallo, il blu e il color crema.

## Storia
Le koi sono state sviluppate dalla carpa comune in Cina durante la dinastia Jìn. Si hanno le prime notizie di queste carpe, conosciute col nome generico di koi, a partire dal V secolo a.C. poiché sono utilizzate nell'acquacoltura. La carpa giunse poi anche in Europa grazie ai traffici dell'Impero romano che la diffusero per la prima volta anche nelle abitazioni e nei giardini privati che disponevano di laghetti e fontane. La carpa comune è stata introdotta in Giappone attraverso la Cina nel XV secolo e da lì si iniziò la classificazione e la produzione di carpe con colorazioni differenti. I vari tipi vennero riuniti nel 1914 a Tokyo dove si tenne la prima di una serie di esposizioni annuali sull'argomento. A questo punto l'interesse per le koi esplose in tutto il Giappone e poi nel mondo.

### Etimologia
La parola koi deriva dal giapponese e significa "carpa", che nella cultura popolare è simbolo di amore e amicizia. Per questo loro significato le immagini di carpe sono diffuse tra i tatuaggi, soprattutto in occidente.

## Varietà

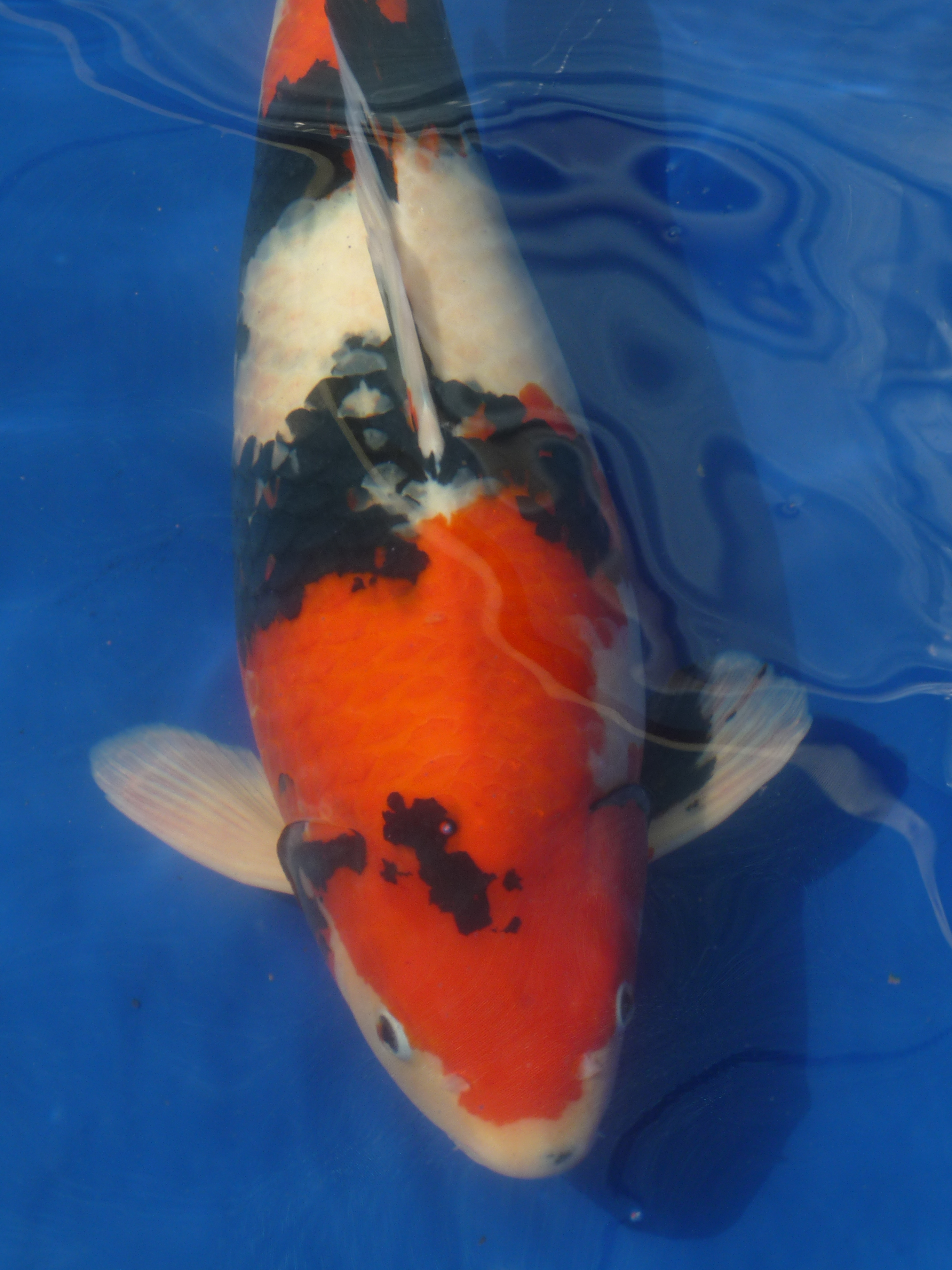
Koi della varietà "Showa"

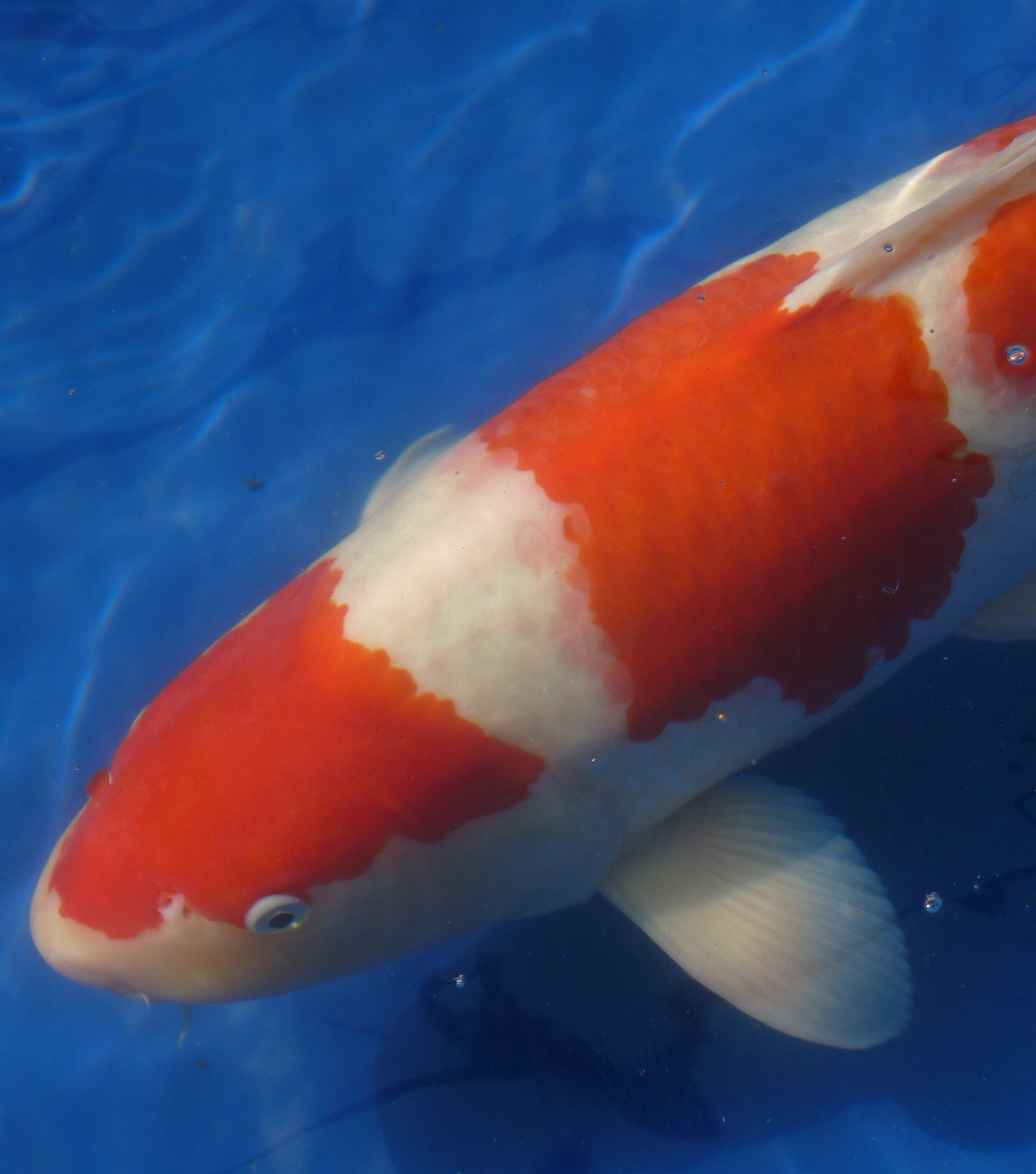
Koi della varietà "Kohaku"

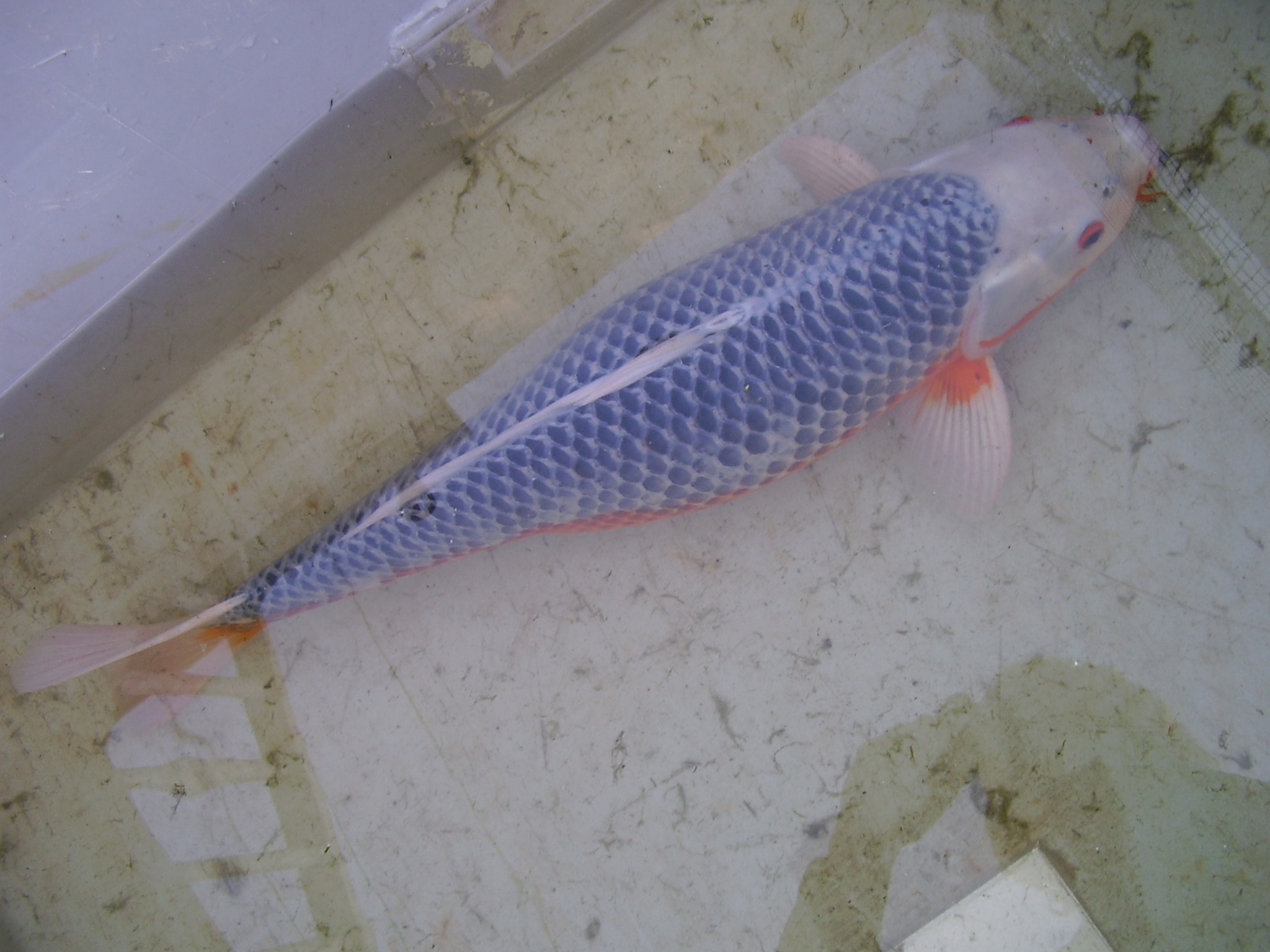
Koi della varietà "Asagi"

Le differenti varietà di carpe koi si distinguono per colorazione, decorazione e qualità delle scaglie. I principali colori sono bianco, nero, rosso, giallo, blu e crema. Anche se le varie combinazioni dei colori sono innumerevoli, sono state identificate dagli studiosi delle categorie sommarie di inquadramento dei diversi pesci. La categoria più popolare è la Gosanke, che unisce la varietà Kohaku, Taisho Sanshoku e Showa Sanshoku.
Attualmente si producono anche nuove varietà di pesci. La Ghost koi si è sviluppata a partire dagli anni ottanta del Novecento ed è divenuta molto popolare, soprattutto nel Regno Unito. Parallelamente vi sono anche degli ibridi di carpa selvatica e le Ogon koi, che si distinguono per la colorazione metallica delle scaglie. La Butterfly koi, conosciuta anche col nome di Longfin koi, o Dragon Carp, è stata anch'essa sviluppata negli anni ottanta.
Principali varietà di carpa koi:
- Kōhaku (紅白?) Koi dalla pelle bianca, con grandi macchie rosse sul dorso. Il nome significa appunto "rosso e bianco". Fu la prima varietà introdotta in Giappone alla fine del XIX secolo.[4]
- Taishō Sanshoku (o Taisho Sanke) (大正三色?) Molto simile alla Kohaku, ma avente la parte del dorso macchiata di nero sumi (墨?). Questa varietà venne creata nel 1914 dall'allevatore Gonzo Hiroi, durante il regno dell'Imperatore Taishō. In occidente il nome viene spesso abbreviato in "Sanke".
- Shōwa Sanshoku (o Showa Sanke) (昭和三色?) È una carpa nera con macchie rosse (hi 赤) e bianche (shiroji 白地). La prima Showa Sanke venne creata nel 1927, durante il regno dell'Imperatore Showa. In occidente il nome viene solitamente abbreviato in "Showa".
- Tanchō (丹頂?) È una carpa bianca con una sola macchia rossa sulla testa. Venne prodotta in Giappone perché riprendeva la bandiera nazionale.
- Chagoi. Letteralmente Color tè è una carpa dal colore bronzo chiaro con alcune ombreggiature arancio. Famosa per la sua tranquillità, ha una personalità amichevole e raggiunge una grande stazza.
- Asagi (浅葱?). Una carpa koi di colore azzurro nella parte superiore, mentre nella parte inferiore i colori possono essere rosso, giallo chiaro oppure crema. La parola giapponese significa letteralmente "verde acqua chiaro".
- Utsurimono (写り者?) È una koi nera con macchie bianche, rosse o gialle. È la specie più antica attestata in Giappone anticamente chiamata "con macchie bianche e nere" (黒黄斑?, Kuro Ki Han) nel XIX secolo, poi rinominata Ki Utsuri (黄写り?) da Elizaburo Hoshino, allevatore di koi nel XX secolo. Le versioni rosse e bianche sono chiamate Hi Utsuri (赤写り?) e Shiro Utsuri (白写り?) rispettivamente.
- Bekko (鼈甲?) È una koi con la pelle bianca, rossa o gialla con macchie nere sumi (墨?). Il nome giapponese significa "guscio di tartaruga" e si scrive anche べっ甲. Le varietà bianca, rossa e gialla sono chiamate Shiro Bekko (白?) Aka Bekko (赤?) e Ki Bekko (黄?) rispettivamente. Da non confondere con l'Utsuri.
- Goshiki (五色?) Una koi a tonalità scure, solitamente azzurra, con macchie rosse sul dorso.
- Shūsui (秋翠?) Il nome giapponese significa "verde autunnale". La Shusui venne creata nel 1910 da Yoshigoro Akiyama, incrociando la carpa giapponese Asagi con la carpa a specchio tedesca. Il pesce non ha scaglie, a eccezione di una singola linea dorsale che si estende dalla testa alla coda. Il tipo più comune si presenta con una colorazione base chiara con i fianchi rossi o arancio (molto raramente gialli) e la linea di scaglie blu sul dorso.
- Kinginrin (金銀鱗?) Una koi con scaglie metalliche. Il nome significa appunto "con scaglie oro e argento" ed è solitamente abbreviato in Ginrin.
- Kawarimono (変わり者?) È una delle specie più comuni di koi e si presenta solitamente di colore rosso o arancio con delle macchie bianche.
- Ōgon (黄金?) Una koi metallica di un solo colore piuttosto diffusa, le cui varietà solitamente sono oro, platino o arancio. Esistono anche specie color crema, ma sono molto rare. La varietà venne creata da Sawata Aoki nel 1946 da una carpa selvatica che aveva catturato nel 1921 incrociata con una koi. Solitamente questa varietà viene incrociata con la Kinginrin per metallizzare le scaglie e rendere quindi il pesce ancora più particolare.
- Kumonryū (九紋竜?) La varietà Kumonryu è nera con macchie bianche che ricordano delle code di drago arricciate. Queste carpe sono note per cambiare colore a seconda delle stagioni nel tentativo di confondersi con l'ambiente circostante.
- Ochiba (落葉?) Una koi solitamente azzurro/grigia con macchie color rame, bronzo o giallo. La parola giapponese significa "foglie cadute" in quanto il pesce ricorda delle foglie autunnali cadute nell'acqua.
- Koromo (挙母?) Un pesce bianco con macchie blu o nere. Questa varietà crebbe a metà del Novecento per la prima volta dall'incrocio tra una Kohaku ed una Asagi. Alcune varietà hanno delle macchie simili a grappoli d'uva di colore scuro.
- Hikari-moyomono (光模樣者?) Una koi con macchie di diverso colore su una base metallica, oppure avente due colori metallici in contemporanea.
- 'Kikokuryu' Versione metallica della Kumonryu.
- 'Kin-Kikokuryu' Versione metallica della Kumonryu sviluppata da Seiki Igarashi nella città di Ojiya.
- Ghost koi, ibrido di Ogon con scaglie metalliche.
- Butterfly koi, ibrido di koi avente delle pinne molto sviluppate che danno al pesce un effetto fluttuante. Il colore varia a seconda delle specie incrociate.
- Doitsu-goi (ドイツ鯉?) Originatasi dall'incrocio con carpe tedesche senza scaglie, i tipi più comuni di questa specie hanno una linea unica di scaglie dall'inizio della fronte all'inizio della coda, mentre altre specie presentano una fila di scaglie per ogni fianco per tutta la lunghezza del pesce. Una terza varietà unisce le prime due, mentre una quarta si presenta completamente coperta di scaglie grandi ed è chiamata anche "Armor koi" ovvero "koi armatura" in quanto riprende la forma di un'armatura.

## Differenze rispetto al pesce rosso

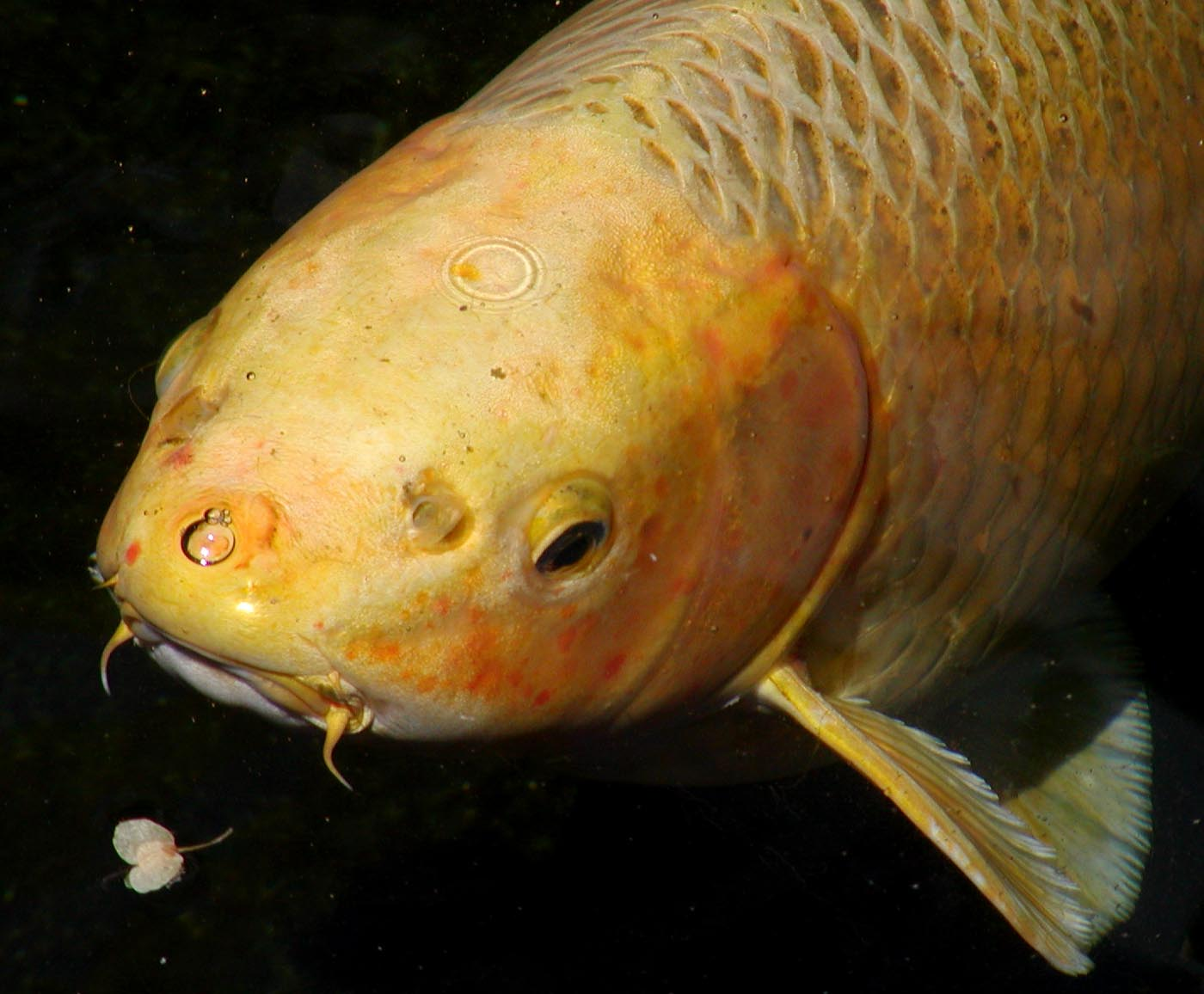
Le koi hanno dei barbigli prominenti sul labbro inferiore che non sono visibili sul classico pesce rosso.

I pesci rossi sono stati diffusi in Cina da un allevamento selettivo della carpa prussiana con variazioni di colore. Dalla dinastia Song (960 – 1279) sono state create varietà gialle, arancio, bianche e rosso-bianche, a tal punto che oggi il pesce rosso (Carassius auratus) e la Carpa prussiana (Carassius gibelio) sono considerate specie differenti. I pesci rossi vennero introdotti in Giappone nel XVI secolo e in Europa giunsero nel XVII secolo. Quindi il pesce rosso si è sviluppato parallelamente alla carpa koi, sebbene oggi ormai presenti sostanziali differenze rispetto ai pesci rossi originali.
In generale il pesce rosso tende a essere più piccolo di una koi ed ha una grande varietà di forme corporee e pinne differenti. Le koi hanno invece una forma del corpo precisa, ma una grande varietà di colori. Le koi hanno inoltre dei barbigli prominenti sul labbro inferiore. Molti pesci rossi, come il pesce rosso comune o la varietà cometa (o shubunkin), hanno forme corporee e colori simili alle koi, a tal punto che sono poco distinguibili dalle koi più giovani.

## Ambiente

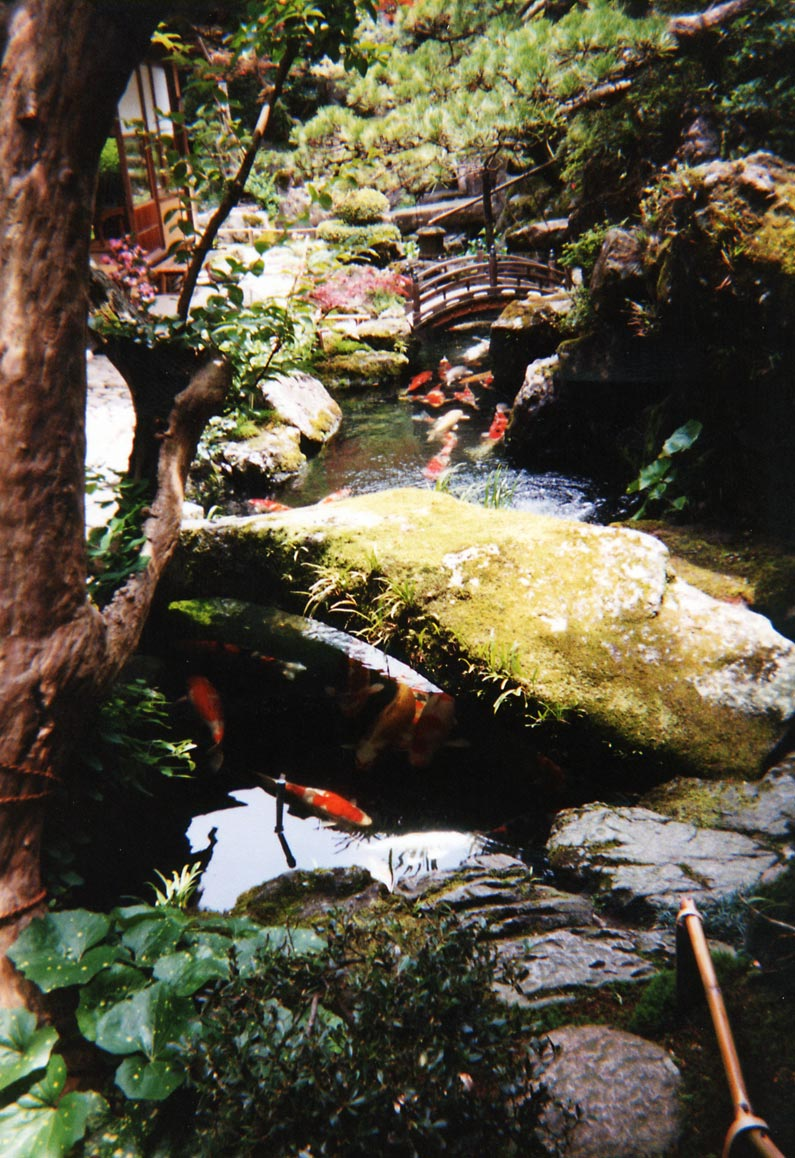
Un giardino giapponese tradizionale con carpe koi.

La carpa comune è un pesce molto resistente e anche le koi conservano questo aspetto di specie. Le koi prediligono temperature tra i 15 e i 25 °C; il loro sistema immunitario si indebolisce molto al di sotto dei 10 °C.
I colori sgargianti delle koi costituiscono uno svantaggio nei confronti dei loro predatori naturali come aironi, gatti e volpi.
Le koi sono pesci onnivori e solitamente la loro dieta include piselli, lattuga e anguria. Dotate di una certa memoria, riescono a riconoscere le persone che le nutrono e il luogo ove solitamente ricevono il cibo a tal punto da poter essere allenate a prendere il cibo direttamente dalle mani. Il sistema digestivo delle koi diminuisce la sua attività durante il periodo invernale fin quasi ad arrestarsi e di conseguenza la quantità di cibo ingerita in questa stagione diminuisce. Si sconsiglia di alimentare le carpe quando la temperatura dell'acqua scende sotto i 10 °C.
Le koi sono anche tra i pesci più longevi esistenti: possono vivere fino a 80 anni senza mostrare segni d'invecchiamento. Se mangiata, la carne conserva il tipico sapore sapido caratteristico dell'allevamento medio-orientale anche dopo diversi anni dall'abbattimento. Il non mostrare segni di invecchiamento viene attualmente studiato da scienziati per l'implementazione nelle creme anti-rughe. Una famosa koi scarlatta chiamata "Hanako" visse 226 anni (c. 1751 – 7 luglio 1977). Si può desumere l'età delle koi da un'analisi di laboratorio di una scaglia del pesce e per Hanako questo studio venne fatto nel 1966. Hanako detiene il record di pesce più longevo al mondo.

### Allevamento

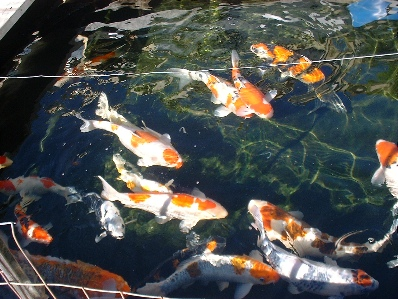
Carpe koi in una fontana da esterno

Come la maggior parte dei pesci, le koi si riproducono attraverso la deposizione di uova da parte della femmina e col successivo passaggio del maschio per fecondarle.
In primavera le koi producono migliaia di uova che possono essere facilmente separate dal gruppo da parte degli allevatori di modo da impedire ad altri pesci di cibarsi di queste uova. La selezione viene fatta in base alle varietà che si vogliono produrre e alle differenti richieste.

## Galleria d'immagini

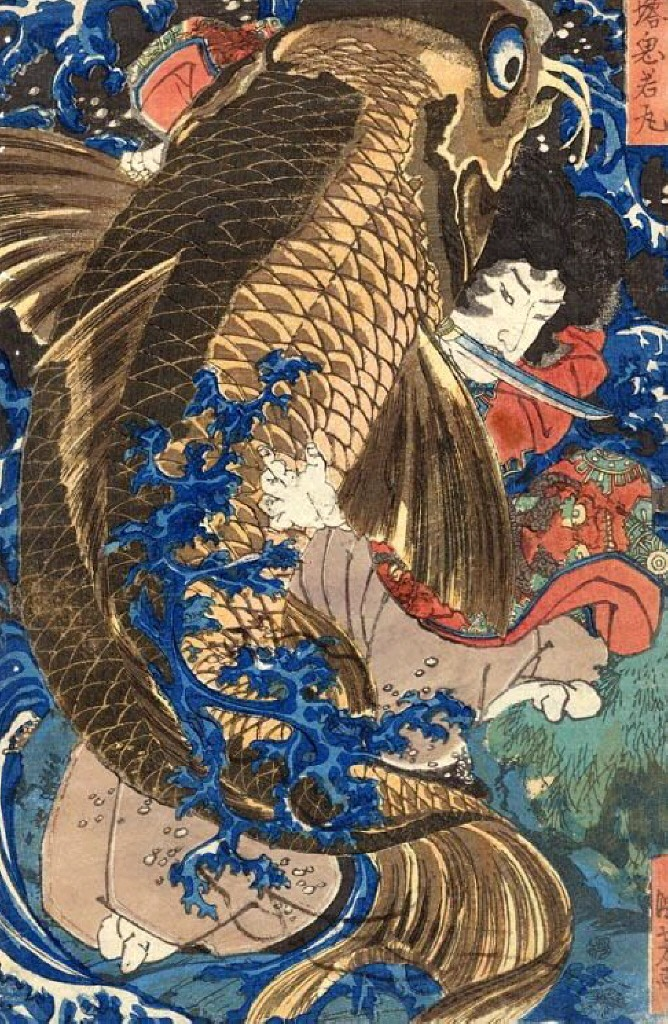
Una koi in un'iconografia di Benkei
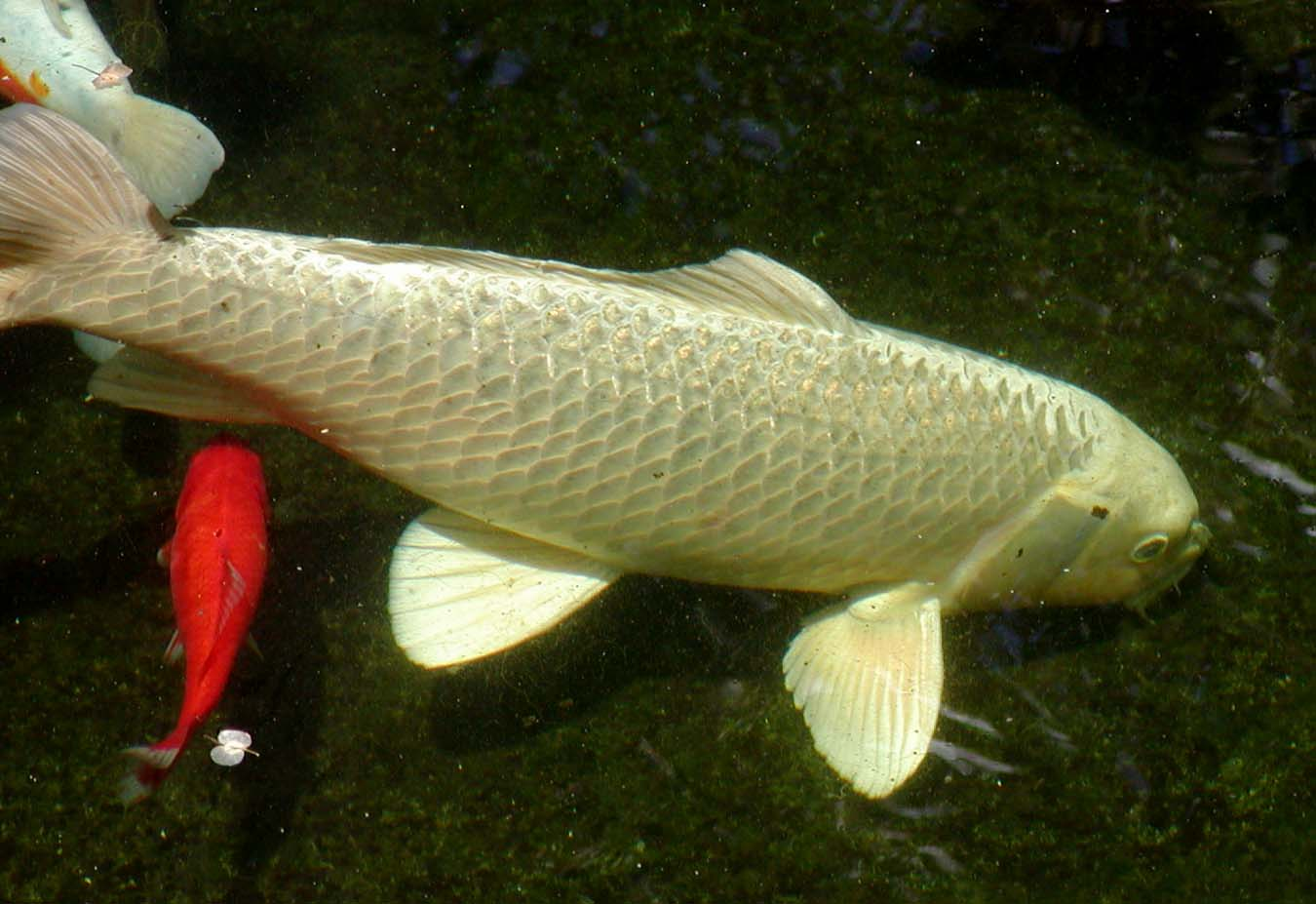
Una koi che si ciba sul fondo
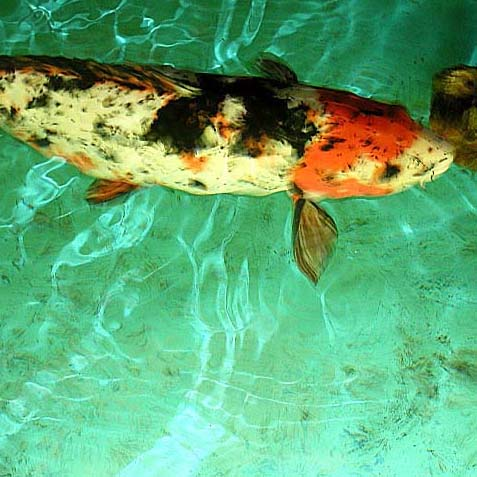
Koi della varietà "Sanke"
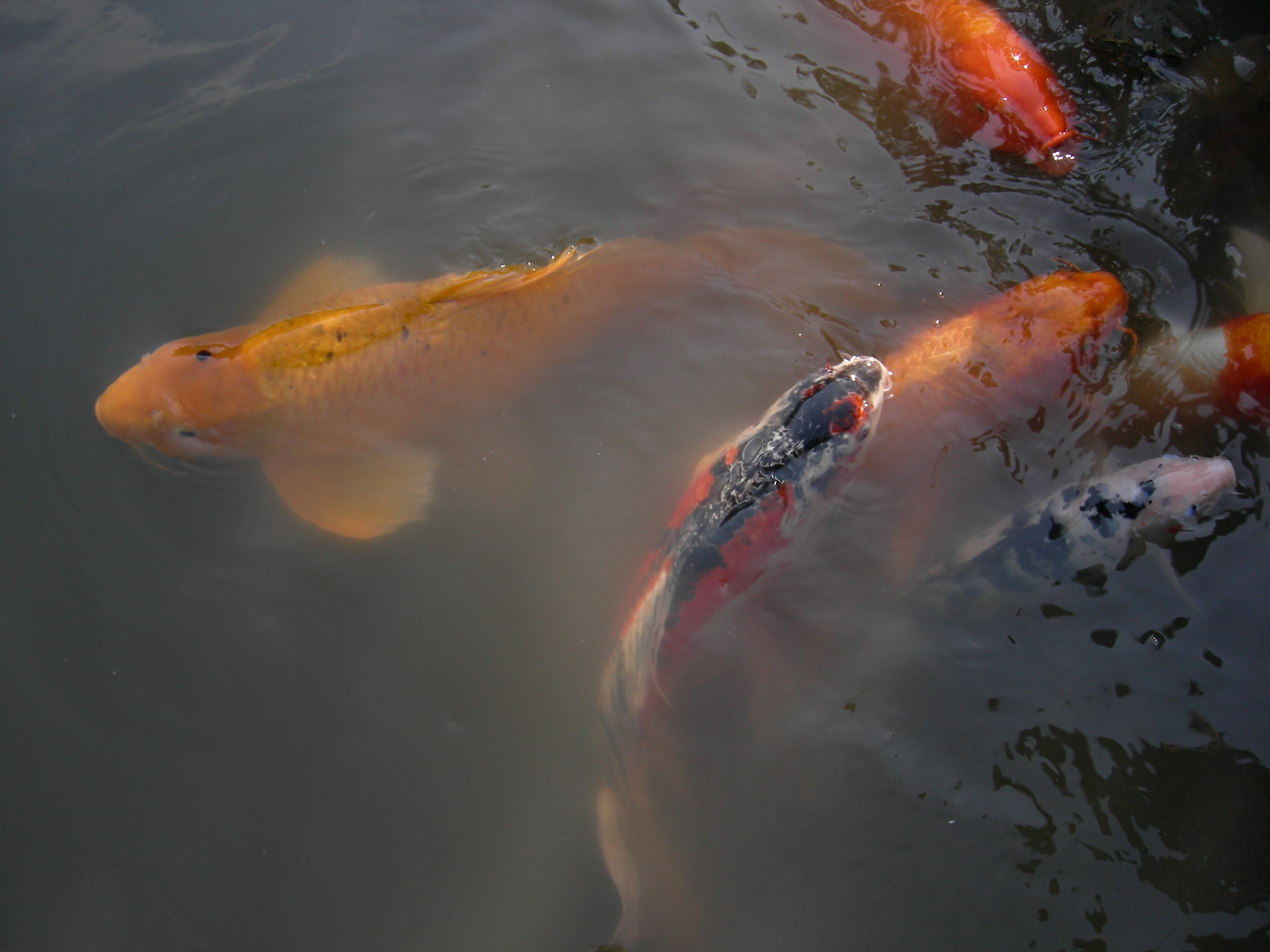
Alcune koi rosse al giardino giapponese di Seattle

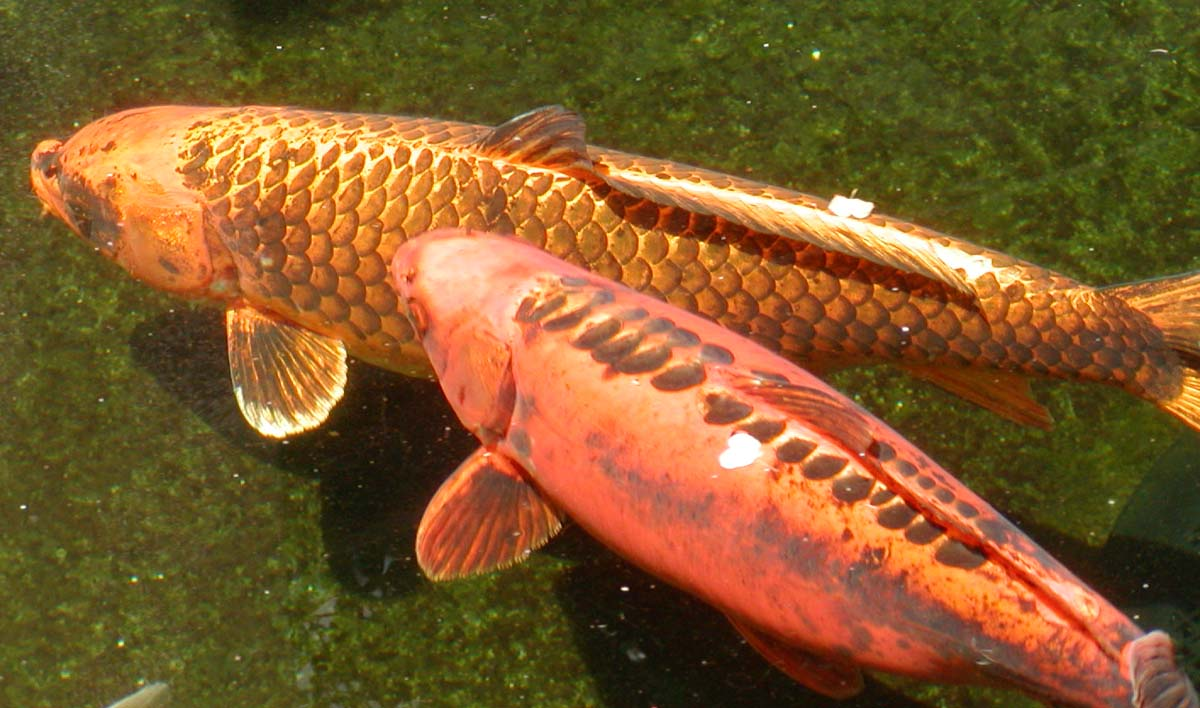
Alcune koi rosse con scaglie di differente colore
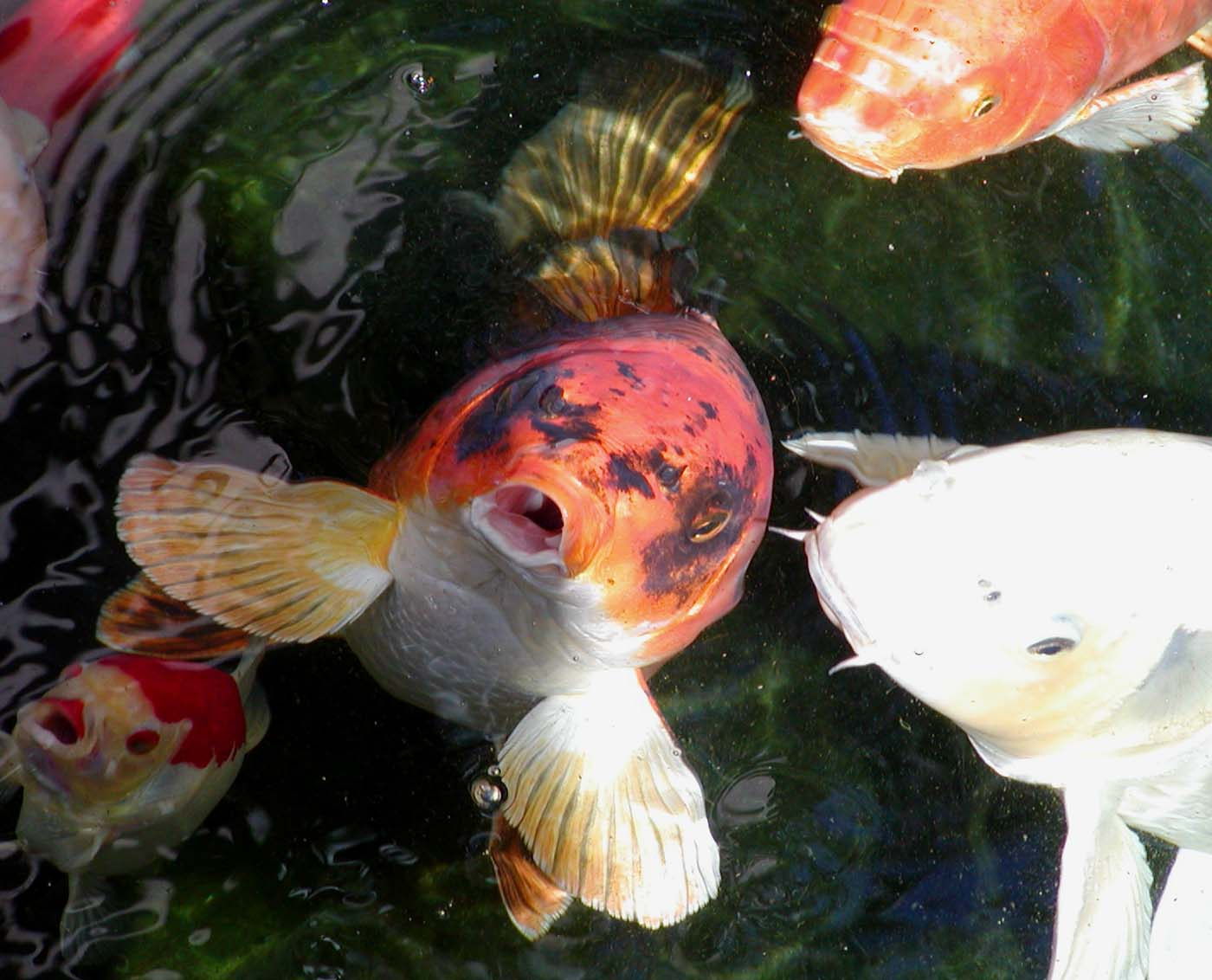
Carpe koi affamate mentre ricevono il cibo
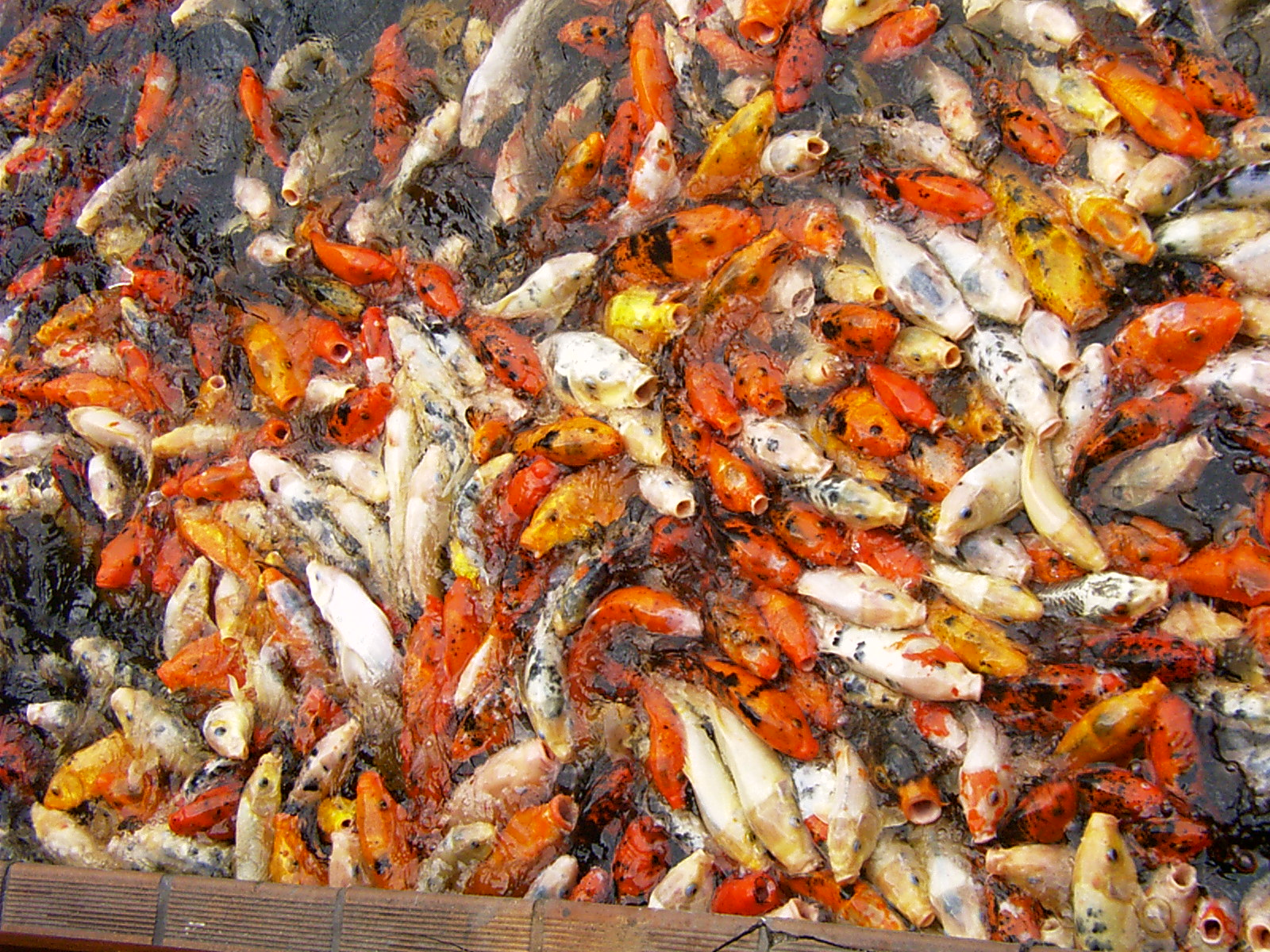
Carpe koi affamate mentre ricevono il cibo
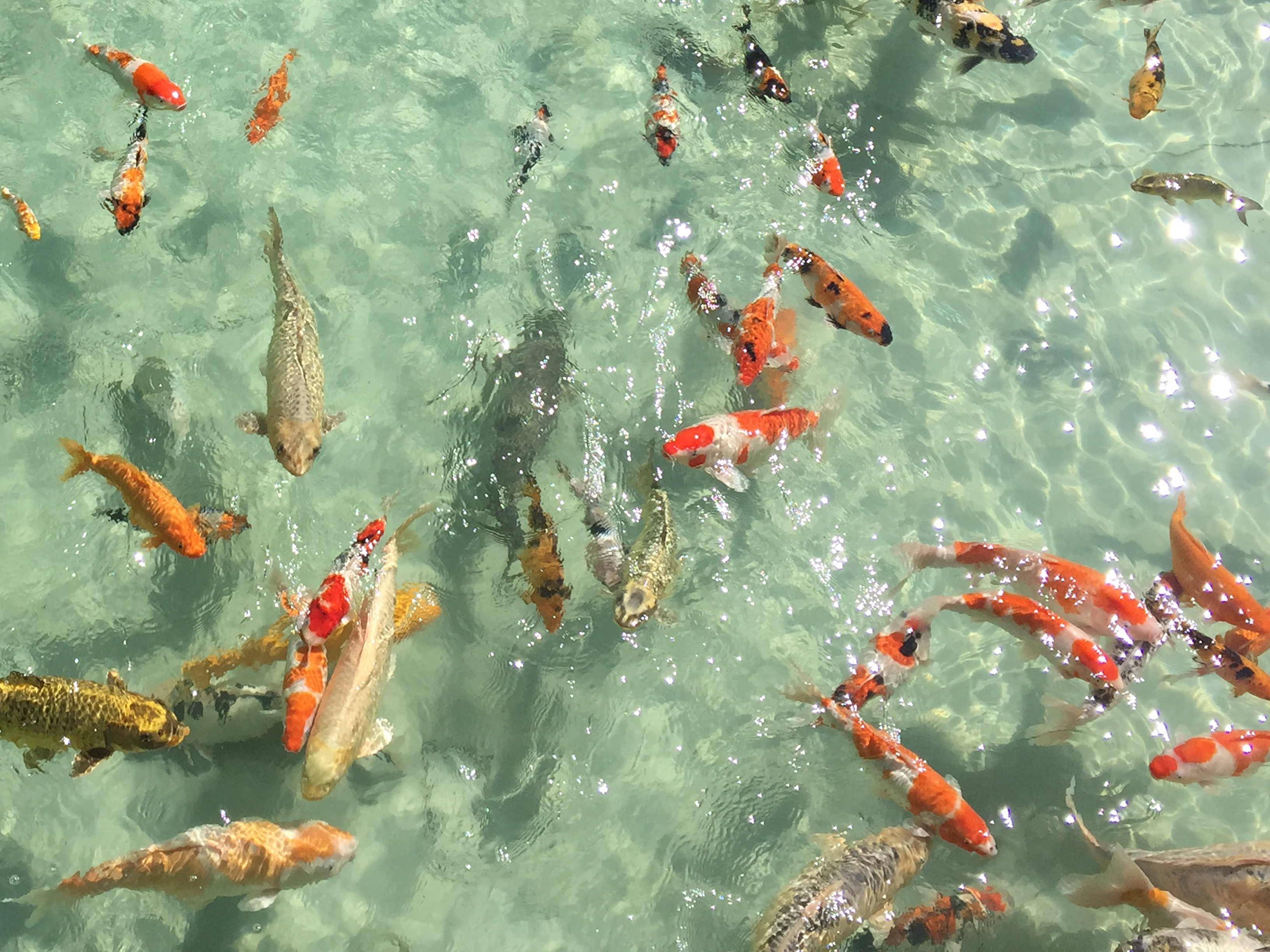
Carpe koi e pesci rossi in un laghetto